# Vupar Tholus
Il Vupar Tholus è una formazione geologica della superficie di Venere.
Prende il nome dal Vupar, spirito maligno nella tradizione ciuvascia, responsabile delle eclissi solari e lunari.